# Агавом (Масачусетс)
Агавом (енгл. Agawam Town) град је у америчкој савезној држави Масачусетс. По попису становништва из 2010. у њему је живело 28.438 становника.

## Демографија
Према попису становништва из 2010. у граду је живело 28.438 становника.
| Група             | 2000.          | 2010.          |
| Белци             | 26.871 (95,5%) | 26.287 (92,4%) |
| Афроамериканци    | 257 (0,9%)     | 426 (1,5%)     |
| Азијати           | 275 (1,0%)     | 502 (1,8%)     |
| Хиспаноамериканци | 514 (1,8%)     | 940 (3,3%)     |
| Укупно            | 28.144         | 28.438         |